# Hugo Page
Pour les articles homonymes, voir Page.
Hugo Page (né le 24 juillet 2001 à Chartres) est un coureur cycliste professionnel français, membre de l'équipe Intermarché-Wanty-Gobert Matériaux.

## Biographie
Ancien footballeur, Hugo Page vient au cyclisme en catégorie pupilles (9-10 ans) grâce à son père, ancien coureur de première catégorie,. Il prend sa première licence au CS Mainvilliers,, avec lequel il s'impose à 18 reprises en catégorie benjamins (11-12 ans). 
Il rejoint l'E.S. Auneau en 2015. Chez les minimes, il impressionne à quatorze ans en remportant 30 des 31 courses auxquelles il prend part. Parmi les cadets, il confirme en 2017 en remportant trois titres de champion de France, le Trophée Madiot, le Chrono des Nations et le km Paris-Tours. Ses bonnes performances lui permettent d'être élu Vélo d'or cadets. 
En 2018, il intègre la structure juniors Btwin-AG2R La Mondiale U19, liée à la formation AG2R La Mondiale. Dès sa première saison, il s'illustre en remportant trois courses internationales : La Bernaudeau Junior, le Tour des Portes du Pays d'Othe ainsi qu'une étape du Tour du Pays de Vaud, manche de la Coupe des Nations Juniors. Il participe aussi à ses premiers championnats d'Europe, où il se classe 21e du contre-la-montre et douzième de la course en ligne, et aux championnats du monde, terminant 39e de la course en ligne. 
En 2019, il obtient de nombreuses victoires dans les courses par étapes du calendrier national. Il est également champion de France du contre-la-montre et vainqueur du Chrono des Nations, où il montre ses qualités de rouleur. Toujours dans l'exercice chronométré, il termine respectivement septième des championnats d'Europe et dix-huitième des championnats du monde. 
Il décide de rejoindre l'équipe continentale Groupama-FDJ en 2020, pour ses débuts espoirs (moins de 23 ans). Dans le même temps, il déménage à École-Valentin, non loin du siège de l'équipe, où il partage une colocation avec son nouveau coéquipier Paul Penhoët.
En 2022, il rejoint l'équipe World Tour belge Intermarché-Wanty-Gobert Matériaux. Le 10 juin, alors qu'il porte le maillot vert par intérim lors du Critérium du Dauphiné, il est agressé en fin d'étape par le coureur colombien Molano, lequel est mis aussitôt hors course. Au total, il termine à trois reprises dans les 10 premiers de la course. En fin de sason, il se classe troisième de Binche-Chimay-Binche. Il réalise un début de saison performant en Australie, où il obtient quatre top 10 lors d'étapes du Tour Down Under et surtout termine deuxième de la Cadel Evans Great Ocean Road Race, son premier podium en World Tour. Après une participation à Paris-Nice et aux classiques flandriennes, sa saison est arrêtée par une mononucléose.

## Palmarès

### Parcours amateur
- 2016
  - 3e du Chrono des Nations cadets
- 2017
  - Trophée Madiot
  - Chrono des Nations cadets
  - Km. Paris-Tours
- 2018
  - La Bernaudeau Junior
  - Tour des Portes du Pays d'Othe :
    - Classement général
    - 2ea étape (contre-la-montre par équipes)

  - 1re étape du Tour de Loué-Brulon-Noyen (contre-la-montre)
  - 2ea étape du Tour du Pays de Vaud
  - 3e des Boucles de Seine-et-Marne
- 2019
  -  Champion de France du contre-la-montre juniors
  - Souvenir Rousse-Perrin
  - 1re étape des Boucles de Seine-et-Marne (contre-la-montre)
  - Prestige Junior-Tour du Val de Saône :
    - Classement général
    - 2e étape (contre-la-montre)

  - Tour de Loué-Brulon-Noyen :
    - Classement général
    - 1re étape (contre-la-montre)

  - Arguenon-Vallée Verte :
    - Classement général
    - 2e étape (contre-la-montre)

  - Tour du Couesnon Marche de Bretagne :
    - Classement général
    - 1re étape (contre-la-montre)

  - La Cantonale Juniors :
    - Classement général
    - 1re étape (contre-la-montre)

  - 1re étape du Signal d'Écouves (contre-la-montre)
  - Powerade Chrono Classic
  - Chrono des Nations juniors
  - 2e de la Route des Géants
  - 7e du championnat d'Europe du contre-la-montre juniors

### Parcours professionnel
- 2022
  - 3e de Binche-Chimay-Binche
- 2023
  - 4e étape du Tour du Limousin-Périgord-Nouvelle-Aquitaine
  - 2e de la Cadel Evans Great Ocean Road Race
- 2024
  - 10e de la Bretagne Classic
- 2025
  - 6e du Copenhagen Sprint

### Résultats sur les grands tours

#### Tour de France
2 participations
- 2024 : 117e
- 2025 : 138e

#### Tour d'Espagne
1 participation
- 2023 : 127e

### Classements mondiaux
| Année                                 | 2020  | 2021  | 2022 | 2023 | 2024 |
| ------------------------------------- | ----- | ----- | ---- | ---- | ---- |
| Classement mondial                    | 1595e | 1175e | 297e | 155e | 248e |
| UCI Europe Tour                       | 1188e | 866e  | 238e | nc   | nc   |
|                                       |       |       |      |      |      |
| Légende : nc = non classéSource : UCI |       |       |      |      |      |

## Distinctions
- Vélo d'or cadets : 2017